# Franz Fassbind

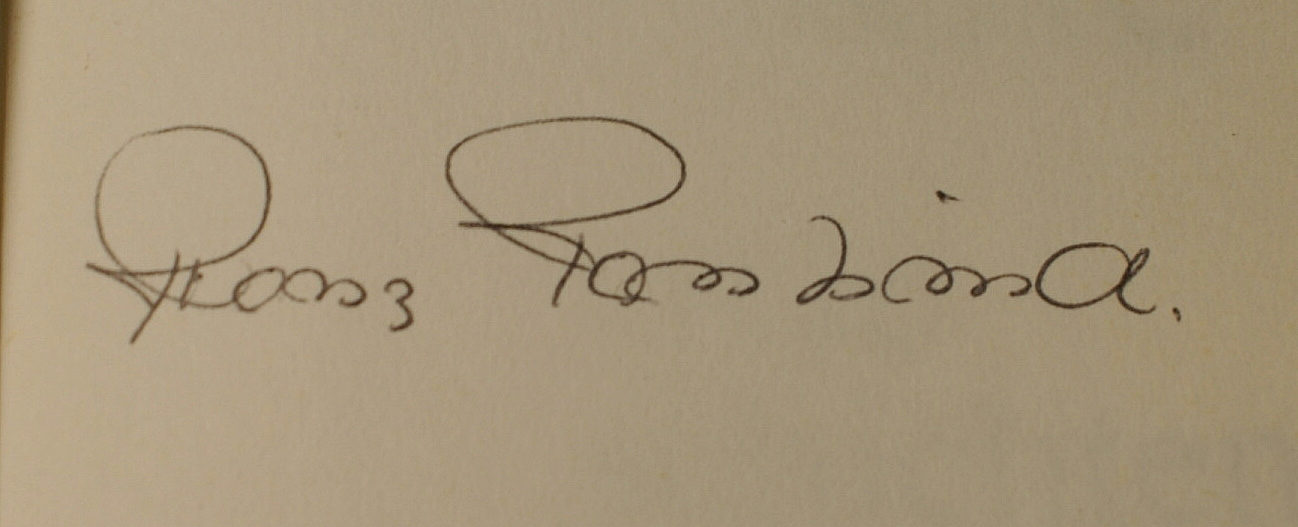
Firma di Franz Fassbind, sul suo libro "Vorfälle - 13 Geschichten aus dem unheimlichen Alltag", pubblicato nel 1979 dalla casa editrice Pendo, Zurigo

Franz Fassbind (Unteriberg, 7 marzo 1919 – Adliswil, 9 luglio 2003) è stato uno scrittore, drammaturgo e giornalista svizzero.

## Vita e opere
Franz Fassbind nacque il 1919 ad Unteriberg, nel Canton Svitto, figlio del fotografo e piccolo editore Bernardin Fassbind (1887 – 1954) e di Lina Fassbind-Marty (1884 – 1931). Crebbe inizialmente in condizioni povere ad Engadina, per poi trasferirsi nel quartiere industriale Wipkingen, a Zurigo. Più tardi frequentò la scuola dell’Abbazia territoriale di Einsiedeln e il liceo Stella Matutina a Feldkirch. Durante questi anni Franz Fassbind compose la sua prima poesia lirica e piccole composizioni. Dopo il diploma al liceo, dal 1936 studiò musica al conservatorio di Zurigo e germanistica all’Università di Zurigo. Senza mai concludere gli studi, lavorò come libero giornalista, scrittore e compositore. Nel 1936 uscì la sua prima storia, mentre, nel Natale del 1938, Radio Beromünster mandò in onda la sua prima radiotrasmissione. Inoltre, dopo tre anni uscì il suo primo romanzo. 
Franz Fassbind fu conosciuto per i suoi lavori per Radio Svizzera. I suoi programmi e documentari radiofonici furono mandati in onda dal 1938 al 1974. Allo stesso modo, furono importanti la sua serie di trasmissioni “Das internationale Forum”, alle quali invitava noti scienziati per concedergli la parola. I suoi interventi di critica per Neuen Zürcher Zeitung raccolsero un’ampia cerchia di lettori. Nel 1943 pubblicò Dramatugie des Hörspiels, dove raccolse riflessioni teoriche sul suo lavoro radiofonico. 
Nel 1956 si diede al cinema. Per Die Kunst der Etrusker fornì sia la sceneggiatura che la musica. Il lavoro gli fruttò il primo premio al Zürcher Filmpreis. Nel 1948 uscì la sua opera poetica principale Die Hohe Messe, composto in sofisticate terzine sul modello dantesco. Qui come anche nei suoi romanzi del dopoguerra vi è al centro un conflitto con il cattolicesimo del mondo moderno. 
Nel 1941 Fassbind sposò Gertrud Schmucki; la sua unica figlia, Ursula, nacque nel 1943. La famiglia visse ad Adliswil a Zurigo, dove Franz Fassbind morì il 9 Luglio 2003, all’età di 84 anni.

## Riconoscimenti
- 1943: Zürcher Radiopreis
- 1951: Premio del Schweizerischen Schillerstiftung
- 1955: Premio Conrad Ferdinand Meyer
- 1955 e 1978: Bührle-Preis
- 1956: Filmpreis der Stadt Zürich
- 1981: Innerschweizer Kulturpreis
- 1994: Schillerpreis der Zürcher Kantonalbank

## Opere
- Gedichte, Zug: Kalt-Zehnder, 1937.
- Zeitloses Leben (romanzo), Olten: Walter, 1941.
- Der Samariter. Ein Schauspiel um Henri Dunant, Zurigo: casa editrice Neuer Bühnen, 1942
- Atom Bombe. Ein gesprochenes Oratorium, Einsiedeln, Zurigo: Benziger, 1945.
- Die hohe Messe. Vier Gesänge aus einem Weltgedicht, Einsiedeln: 1948 (Edizione speciale per il 26º anniversario del Schweizerischen Bibliophilen Gesellschaft).
- Lieder aus einer Schenke. Con illustrazioni di Klaus Brunner, Solothurn, 1959 (Siebenter Solothurner Privatdruck). Ristampa: Zurigo: Pendo, 1981.
- Poverello, Zurigo: Pendo, 1979.
- Vorfälle - 13 Geschichten aus dem unheimlichen Alltag, Zurigo: Pendo, 1979
- Die Werke der Barmherzigkeit, 1975 (Ristampa intitolata: Zeichen im Sand, 1982).
- Werkausgabe. In zwölf Bänden, a cura di Peter Wild (vol. 12 cost. di Franziska Schläpfer, Biografia), Olten: Walter, 1988–1991 (vol. 12: 1997).